# 새뮤얼 미칠

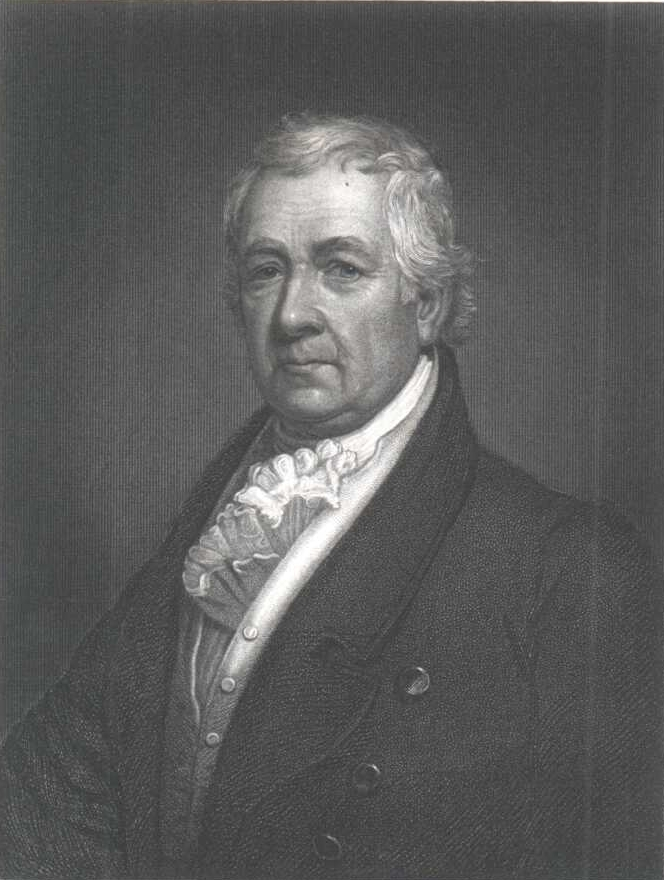

새뮤얼 라담 미칠(Samuel L. Mitchill)은 1764년 뉴욕 롱 아일랜드에서 출생했으며 1831년에 사망했다. 그는 주 의회 의원과 미합중국 하원 의원 및 상원 의원으로 봉직했다.
그는 역사학자, 언어학자, 어류학자, 식물학자, 지질학자, 편집자, 화학자, 물리학자, 및 외과의사 겸 릿거스 의과대학 부학장을 역임한 인물로 잘 알려져 있다.

## 역대 선거 결과
| 선거명        | 직책명                    | 대수 | 정당       | 득표율 | 득표수  | 결과 | 당락                 |
| ------------- | ------------------------- | ---- | ---------- | ------ | ------- | ---- | -------------------- |
| 1800년 선거   | 하원의원 (뉴욕 제2선거구) | 7대  | 민주공화당 | 50.90% | 2,180표 | 1위  | 뉴욕주 하원의원 당선 |
| 1800년 선거   | 하원의원 (뉴욕 제3선거구) | 7대  | 민주공화당 | 1.30%  | 47표    | 4위  | 낙선                 |
| 1802년 선거   | 하원의원 (뉴욕 제3선거구) | 8대  | 민주공화당 | 93.74% | 719표   | 1위  | 뉴욕주 하원의원 당선 |
| 1804년 선거   | 하원의원 (뉴욕 제3선거구) | 9대  | 민주공화당 | 55.55% | 4,056표 | 1위  | 뉴욕주 하원의원 당선 |
| 1804년 재선거 | 상원의원 (뉴욕 제1부)     | 8대  | 민주공화당 | 83.33% | 75표    | 1위  | 뉴욕주 상원의원 당선 |
| 1809년 선거   | 상원의원 (뉴욕 제1부)     | 11대 | 민주공화당 | 12.90% | 16표    | 3위  | 낙선                 |
| 1810년 재선거 | 하원의원 (뉴욕 제2선거구) | 11대 | 민주공화당 | 52.40% | 6,129표 | 1위  | 뉴욕주 하원의원 당선 |
| 1810년 선거   | 하원의원 (뉴욕 제2선거구) | 12대 | 민주공화당 | 26.38% | 6,225표 | 1위  | 뉴욕주 하원의원 당선 |